# Sansa Stark
Sansa Stark és un personatge fictici de la saga de llibres Cançó de gel i foc de l'escriptor George R. R. Martin. És una de les filles de Eddard Stark, Senyor d'Hivèrnia, Guardià del Nord i Mà del Rei de Robert Baratheon. Sansa és un dels personatges principals de la saga, comptant amb capítols des del seu punt de vista en quatre dels cinc llibres publicats fins avui.
Sansa és interpretada per l'actriu Sophie Turner a l'adaptació televisiva de HBO.

## Concepció i disseny
Sansa Stark és representada com la ingènua i somiadora filla major de Eddard Stark i Catelyn Tully. Idealitzava als cavallers i somiava a casar-se amb un príncep maco i cortès, influenciada per les històries i contes que llegia. Sansa va créixer representant l'exemple de la dama perfecta: bella i elegant, sabia cantar, ballar, brodar i tenia unes maneres exquisides. Sansa era la més diferent de tots els germans Stark, sobretot tenia una personalitat completament oposada a la de la seva germana Arya.
El personatge de Sansa és dels que més evoluciona al llarg de la saga, una vegada se submergeix al món de la cort i observa que res és com ella havia imaginat, adopta una visió pessimista i tràgica de la vida. Sense que ella sigui conscient, es converteix en el principal peó de la Guerra dels Cinc Reis. Després de la seva estada en el Niu d'Àguiles amb Petyr Baelish, Sansa adopta el nom de «Alayne Pedra» i comença a comprendre com es practica el «joc de trons».

## Història

### Joc de Trons
Quan el rei Robert Baratheon visita Hivèrnia, el rei i el seu pare comprometen a Sansa amb el príncep Joffrey Baratheon, hereu del Tron de Ferro. Sansa va caure rendida davant el jove i formós príncep, al que idealitzava i amb el qual estava ansiosa per casar-se; fins i tot va arribar a mentir per protegir-lo, la qual cosa va causar la mort de la seva lloba fera, Lady.
Sansa arriba a Port Reial al costat de la seva germana Arya i la seva millor amiga, Jeyne Poole. Sansa cada dia estava més entusiasmada amb el seu compromís, però es decep en saber que el seu pare ha renunciat al càrrec de Mà del Rei i vol tornar a Hivpernia amb elles. Creient que si l'hi deia a la reina podria quedar-se amb Joffrey, li explica a la reina Cersei els plans del seu pare, ajudant que la reina elucubrés l'arrest de Ned Stark.
Després de l'arrest del seu pare, Sansa li demana al rei Joffrey misericòrdia per ell. El rei li promet que si declara la seva traïció, serà clement. Però finalment Joffrey ordena decapitar a Ned Stark malgrat les súpliques de Sansa i els advertiments de la seva mare.

### Xoc de Reis
Sansa viu ara captiva del rei i la regenta, sumida en la depressió. No obstant això, Sansa conserva una actitud elegant enfront del rei, el qual la maltracta contínuament ordenant fins i tot al seu Guàrdia Real que la colpege i la humiliï en públic o fer-la contemplar el cap tallat del seu pare.
Durant un torneig, Sansa salva la vida a un home anomenat Ser Dontos Hollard de morir a les mans de la crueltat del rei. Dontos li promet a Sansa que l'ajudarà a escapar de Port Reial arribat el moment.
Quan Stannis Baratheon es dirigeix a Port Reial, Sansa experimenta la seva florida. Durant la batalla, Sandor Clegane deserta de la Guàrdia Real i abans d'anar-se roba «un petó» de Sansa a punta d'espasa. Després de la derrota de Stannis en la Batalla del Aigüesnegres, es revela que la Casa Lannister s'ha aliat amb la Casa Tyrell, de manera que el compromís de Sansa i Joffrey queda trencat, comprometent-se aquest amb Margaery Tyrell.

### Tempesta d'Espases
Els Tyrell es guanyen la confiança de Sansa, i Olenna Redwyne li proposa a Sansa casar-se amb Willas Tyrell, l'hereu d'Altjardí. Però Sansa l'hi va explicar a Ser Dontos, el qual l'hi va explicar a Petyr Baelish i aquest als Lannister. Per evitar que els Tyrell es quedessin amb l'hereva de Hivèrnia, Lord Tywin Lannister casa a Sansa amb Tyrion Lannister, el seu fill nan. Tyrion no vol obligar-la a consumar el matrimoni, més quan Sansa s'assabenta de la mort de la seva mare i el seu germà en les Noces Vermelles.
Durant les noces entre el rei Joffrey i Margaery, el rei és enverinat. Dontos Hollard aprofita la confusió del moment per portar-se a Sansa a un vaixell on li espera Lord Baelish. Baelish mata a Dontos (per evitar que divulgués la fugida de Sansa) i després li revela que ell i Olenna Redwyne van planificar l'assassinat del rei, usant la xarxa del pèl de Sansa per ocultar el verí.
Petyr li diu que ara Sansa ha de fer-se passar per la seva filla bastarda per ocultar la seva identitat, fent-se dir «Alayne Pedra». Tots dos arriben al Niu d'Àguiles (bastió de la Casa Arryn), ja que Petyr s'ha casat amb Lysa Tully, Protectora de la Vall i mare del petit Robert Arryn. Allí, Sansa es veu objecte de les insinuacions de Petyr, el qual li confessa que és fins i tot més bella que la seva mare i la besa. Gelosa, Lysa tracta de llançar a Sansa al buit però és salvada per Petyr, el qual llança a la mateixa Lysa i després acusa del seu assassinat a un bard anomenat Marillion.

### Festí de Corbs
Sansa, ara sota el nom de Alayne, s'adapta cada dia millor al seu paper com a filla bastarda de Petyr Baelish. Mentrestant, a Port Reial tothom la dona per desapareguda i és declarada còmplice en l'assassinat del rei Joffrey.
Sansa es converteix en la senyora de facto del Niu d'Àguiles i es guanya la confiança del petit Robert Arryn, el malcriat i malaltís Senyor de la Vall. Després de pactar amb les principals cases de la Vall, Petyr li explica a Sansa que planeja casar-la amb Harrold Hardyng, hereu de la Vall i després revelar la seva veritable identitat per reclamar Hivèrnia en el seu nom.